# マペットのオズの魔法使い
『マペットのオズの魔法使い』（マペットのオズのまほうつかい、The Muppets' Wizard of Oz ）は、アメリカで製作されたテレビ人形劇。2005年5月20日にディズニーの“ABC's The Wonderful World of Disney”で放送された。放送時間120分（コマーシャル含む）
。
ライマン・フランク・ボームの小説『オズの魔法使い』が原作。この作品は、マペット映画のベテランスタッフと、ジム・ヘンソン社の提供によって製作された。

## 初放送
- 世界初放送：トライベッカ映画祭、2005年4月27日[1]。
- テレビ、アメリカ初放送：米国のABC、カナダのCTV、CBC、2005年5月20日。
- 日本初放送：2005年12月8日（ディズニーチャンネル）。
- イギリス初放送：2005年12月18日。

## キャスト
（括弧内は日本語版キャスト）
- ドロシー・ゲイル：アシャンティ（不明）
- エムおばさん：クイーン・ラティファ（上村典子）
- ヘンリーおじさん：デヴィッド・アラン・グリア（北村弘一）
- オズの魔法使い：ジェフリー・タンバー（銀河万丈）
- 本人：クエンティン・タランティーノ

### マペットたち
- かかし（カーミット）：スティーヴ・ホイットマイア（真殿光昭）
- ブリキのロボット（ゴンゾ）：デーヴ・ゲルツ（塩屋浩三）
- ライオン（フォジー）：エリック・ジェイコブソン（江原正士）
- 西と北と南と東の魔女（ミス・ピギー）：エリック・ジェイコブソン（小形満）
- トト（ペペ）：ビル・バレッタ（高木渉）
- マンチキン（リゾ）：スティーヴ・ホイットマイア（石野竜三）
- マンチキン（バッバ）：ビル・バレッタ（大塚芳忠）
- サム：エリック・ジェイコブソン（水野龍司）
- ブンゼン：デーヴ・ゲルツ（江原正士）
- ビーカー：スティーヴ・ホイットマイア（小形満）
- スクーター：リッキー・ボイド（落合弘治）
- スタトラー：スティーヴ・ホイットマイア（西川幾雄）
- ウォルドーフ：デーヴ・ゲルツ（北村弘一）
- クリフォード：ケビン・クラッシュ（落合弘治）
- カミラ：アリス・ディニーン
- ジョニー・フィアマ：ビル・バレッタ（大塚芳忠）
- サル・ミネラ：ブライアン・ヘンソン（高木渉）
- ビーン・バニー：スティーヴ・ホイットマイア（石野竜三）
- シェフ：ビル・バレッタ
- アニマル：エリック・ジェイコブソン（緒方賢一）
- フロイド・ペッパー：ジョン・ケネディ（落合弘治）
- ドクター・ティース：ビル・バレッタ（水野龍司）
- ジャニス：タイラー・バンチ（石野竜三）
- ズート：デーヴ・ゲルツ（小形満）
- スウィータム：ジョン・ヘンソン（水野龍司）
- ルー・ジーランド - ビル・バレッタ（塩屋浩三）

## 歴史
この作品は2004年にウォルト・ディズニー社がジム・ヘンソン社を買収した後の作品で、ディズニー社の企業の大きさから宣伝範囲はとても大きなものとなった。また、ミス・ピギーや、サムをはじめとするマペット・キャラクターの声を演じていたフランク・オズは、同週に公開された『スター・ウォーズ エピソード3/シスの復讐』（ヨーダ役で出演）と撮影時期が重なったため、降板となった。